# Jacques Dutronc
Jacques Dutronc ([ʒak dɥtʁɔ̃], * 28. April 1943 in Paris) ist ein französischer Chansonnier und mit dem César ausgezeichneter Schauspieler. 

## Leben
Jacques Dutronc wuchs in Paris auf. Er ist der jüngste Sohn des Ingenieurs Pierre Dutronc (1908–2004) und seiner Ehefrau, Madeleine Dutronc (1914–1991). Sein Vater spielte Klavier und führte ihn früh an die Musik heran, ließ ihn Klavier- und Geigenunterricht nehmen. Dutronc besuchte das Lycée Condorcet. Als Jugendlicher frequentierte er den Nachtclub Golf-Drouot im 9. Arrondissement und lernte dort den Sänger und Komponisten Long Chris (Christian Blondieau), den Rockmusiker Dany Logan (Daniel Deshayes) sowie die angehenden Stars der französischen Popmusik Johnny Hallyday und Eddy Mitchell kennen. An einer rheumatischen Endokarditis erkrankt (Bouillaud-Krankheit), konnte er während eines Jahres das Haus nicht verlassen. In dieser Zeit brachte er sich das Gitarrenspiel bei und gründete nach seiner Genesung mit Freunden die Popgruppe Les Tritons. Von 1963 bis 1964 war er Gitarrist der Gruppe El Toro et les Cyclones, mit der er mehrere EPs aufnahm.
Nach seinem Wehrdienst auf der französischen Militärbasis in Trier wurde Dutronc Assistent des künstlerischen Direktors der Schallplattenfirma Vogue, Jacques Wolfsohn. Als solcher arrangierte er Lieder für verschiedene Künstler, darunter Cléo und Zouzou (Danièle Ciarlet). 1965/66 wurde er mit Jacques Lanzmann bekanntgemacht, mit dem er Lieder für junge Gesangstalente schreiben sollte. Eines Tages legte Dutronc Et moi, et moi, et moi vor, und Wolfsohn entschied, dass Dutronc das Lied selbst singen solle. Es erschien 1966 auf Schallplatte und wurde in Frankreich ein großer Erfolg.
Das Duo Lanzmann (Text) / Dutronc (Musik) schuf zahlreiche Klassiker des französischen Pop, darunter Les Playboys, Le cactus, J'aime les filles und Il est cinq heures, Paris s’éveille (mit dem Flötisten Roger Bourdin). Dutronc wurde zuweilen mit Ray Davies von den Kinks verglichen. Von anderen Vertretern der Yéyé-Generation unterschied er sich durch seine parodistische, spöttische Distanz.
Mit dem Film Antoine et Sébastien (Regie: Jean-Marie Périer) begann Dutronc 1973 eine Schauspielkarriere. Er spielte unter bedeutenden Regisseuren, darunter Jean-Luc Godard, Claude Lelouch, Andrzej Żuławski, Maurice Pialat, Claude Sautet, Claude Chabrol, Alain Corneau, Jacques Rouffio und Barbet Schroeder, produzierte jedoch auch weiterhin Lieder. Er war unter anderem als Ehemann der von Romy Schneider gespielten Hauptfigur in Nachtblende (1975) zu sehen und trat 1976 in Mado erneut an Schneiders Seite auf. Darüber hinaus spielte er in Rette sich, wer kann (das Leben) (mit Isabelle Huppert) sowie die Titelrolle in dem Filmdrama Van Gogh (1991), das die letzten drei Lebensmonate des Malers zeigt. Hierfür wurde er mit einem César für den besten Schauspieler geehrt.
Dutronc lebt in Monticello auf Korsika. Er war seit 1967 mit Françoise Hardy liiert, bekam 1973 einen Sohn mit ihr, Thomas Dutronc, und heiratete sie 1981. Im Jahr 1988 trennte sich das Paar, doch blieb Dutronc Hardy bis zu ihrem Tod im Juni 2024 eng verbunden. Jacques und Thomas Dutronc arbeiteten an mehreren Musikalben gemeinsam, zuletzt an Dutronc et Dutronc (2022).

## Diskografie (Auswahl)
- 1966: Et moi, et moi, et moi (Vogue)
- 1966: Les playboys (Vogue)
- 1966: Les cactus (Vogue)
- 1966: Jacques Dutronc (Vogue)
- 1967: J’aime les filles (Vogue)
- 1967: Le plus difficile (Vogue)
- 1968: Il est cinq heures, Paris s’éveille (Vogue)
- 1968: Disque d’or de la chanson (Vogue)
- 1968: Le courrier du cœur (Vogue)
- 1968: L’opportuniste (Vogue)
- 1968: A tout berzingue (Vogue)
- 1968: La Seine (Vogue)
- 1969: L’aventurier (Vogue)
- 1969: L’hôtesse de l’air (Vogue)
- 1970: A la vie à l’amour (Vogue)
- 1980: Guerre et pets (Gaumont Musique WEA; FR: Gold)
- 1992: Dutronc au casino (Columbia; FR: ×2Doppelplatin )
- 1995: Brèves Rencontres (Columbia; FR: Gold)
- 2003: Madame l’existence (Columbia)
- 2022: Dutronc et Dutronc (Decca; gemeinsam mit seinem Sohn Thomas)

Videoalben
- 2019: Les vieilles canailles – L’album live (FR: Diamant)

## Filmografie (Auswahl)
- 1973: Antoine et Sébastien – Regie: Jean-Marie Périer
- 1973: Der Mafioso (O.K. patron) – Regie: Claude Vital
- 1975: Nachtblende (L’important, c’est d’aimer)
- 1976: Der Gute und die Bösen (Le bon et les méchants)
- 1976: Mado
- 1976: Violette und François (Violette et François)
- 1977: Lautlose Angst (L’état sauvage) – Regie: Francis Girod
- 1979: Wer die Zügel hält (Le mors aux dents) – Regie: Laurent Heinemann
- 1979: Rückkehr zur Geliebten (Le retour à la bien-aimée) – Regie: Jean-François Adam
- 1979: Allein zu zweit (À nous deux)
- 1980: Rette sich, wer kann (das Leben) (Sauve qui peut (la vie))
- 1981: Malevil
- 1981: Geheimaktion Marseille (L’ombre rouge) – Regie: Jean-Louis Comolli
- 1982: Brainwash – Ein Mann in Bestform (Paradis pour tous)
- 1983: Das Geld bleibt unter uns (Une jeunesse) – Regie: Moshe Mizrahi
- 1983: Die Spieler (Tricheurs)
- 1989: Meine Nächte sind schöner als deine Tage (Mes nuits sont plus belles que vos jours)
- 1989: Liebe, Betrug und andere Leidenschaften (Chambre à part) – Regie: Jacky Cukier
- 1991: Van Gogh
- 1992: Sweetheart (Toutes peines confondues)
- 1998: Place Vendôme
- 2000: Chabrols süßes Gift (Merci pour le chocolat)
- 2001: C’est la vie – Regie: Jean-Pierre Améris
- 2002: Küss mich, wenn du willst (Embrassez qui vous voudrez)
- 2007: In der Glut der Sonne (UV)
- 2007: Le deuxième souffle
- 2010: Joseph et la fille – Regie: Xavier de Choudens

## Auszeichnungen
- 1992: César als bester Hauptdarsteller in Van Gogh
- 2002: nominiert für den César für den Film C’est la vie
- 2004: Ehrencésar für sein Gesamtwerk als Künstler

## Auszeichnungen für Musikverkäufe
Anmerkung: Auszeichnungen in Ländern aus den Charttabellen bzw. Chartboxen sind in ebendiesen zu finden.
| Land/RegionAuszeichnungen für Musikverkäufe (Land/Region, Auszeichnungen, Verkäufe, Quellen) | Gold     | Platin     | Diamant  | Verkäufe  | Quellen                     |
| -------------------------------------------------------------------------------------------- | -------- | ---------- | -------- | --------- | --------------------------- |
| Frankreich (SNEP)                                                                            | 4× Gold4 | 4× Platin4 | Diamant1 | 1.190.000 | infodisc.fr snepmusique.com |
| Insgesamt                                                                                    | 4× Gold4 | 4× Platin4 | Diamant1 |           |                             |